# 阔齿膜叶铁角蕨
阔齿铁角蕨（学名：Hymenasplenium latidens）也称阔齿铁角蕨，为铁角蕨科膜叶铁角蕨属下的一个种。名称已修订，正名为阔齿膜叶铁角蕨 Hymenasplenium latidens。